# Justin Pennerath
Justin Pennerath, né le 14 juin 1902 à Barst et mort le 25 novembre 1944 à Gaggenau, est un prêtre et résistant français abattu sommairement par les Allemands pendant la Seconde Guerre mondiale.

## Biographie
Justin Pennerath est ordonné père oblat à Lièges en 1926. Il exerce son sacerdoce dans différents couvents de la congrégation des pères Oblats de Marie-Immaculée,.
Pendant la Seconde Guerre mondiale, après l'annexion de fait de la Moselle, il est en poste à Lettenbach-Saint Quirin quand, le 28 juillet 1941, il est expulsé de Lorraine vers l'intérieur de la France parmi 104 autres religieux lorrains. Il est nommé curé d'Allarmont,.
Il adhère à la Résistance au sein d'une filière d'évasion de prisonnier de guerre et de réfractaires alsaciens à l'incorporation de force passant par le Donon. Il abrite chez lui de nombreux fugitifs.
À la suite d'une dénonciation, il est arrêté par la Gestapo le 1er octobre 1944 en même temps que le vicaire Helferinger de Lunéville et trois séminaristes. Après un interrogatoire violent et un simulacre d'exécution, il est Interné au camp de sûreté de Vorbruck-Schirmeck. Dans la nuit du 22 au 23 novembre 1944, il est transféré au camp de Rotenfels-Gaggenau devenu une annexe de celui de Vorbruck-Schirmeck,.
Le 25 novembre 1944, après avoir creusé sa propre tombe, il est abattu sommairement dans une forêt près de Gaggenau en même temps que 12 autres victimes,..
Son corps ne sera jamais retrouvé.

## Reconnaissance
- Dans l'église d'Allarmont, une plaque porte l'inscription suivante : « En souvenir de l'abbé Alphonse Mathieu et du R.P. Justin Pennerath, la paroisse reconnaissante »[3]Stèle inaugurée le 30 avril 2023 à Gaggenau.

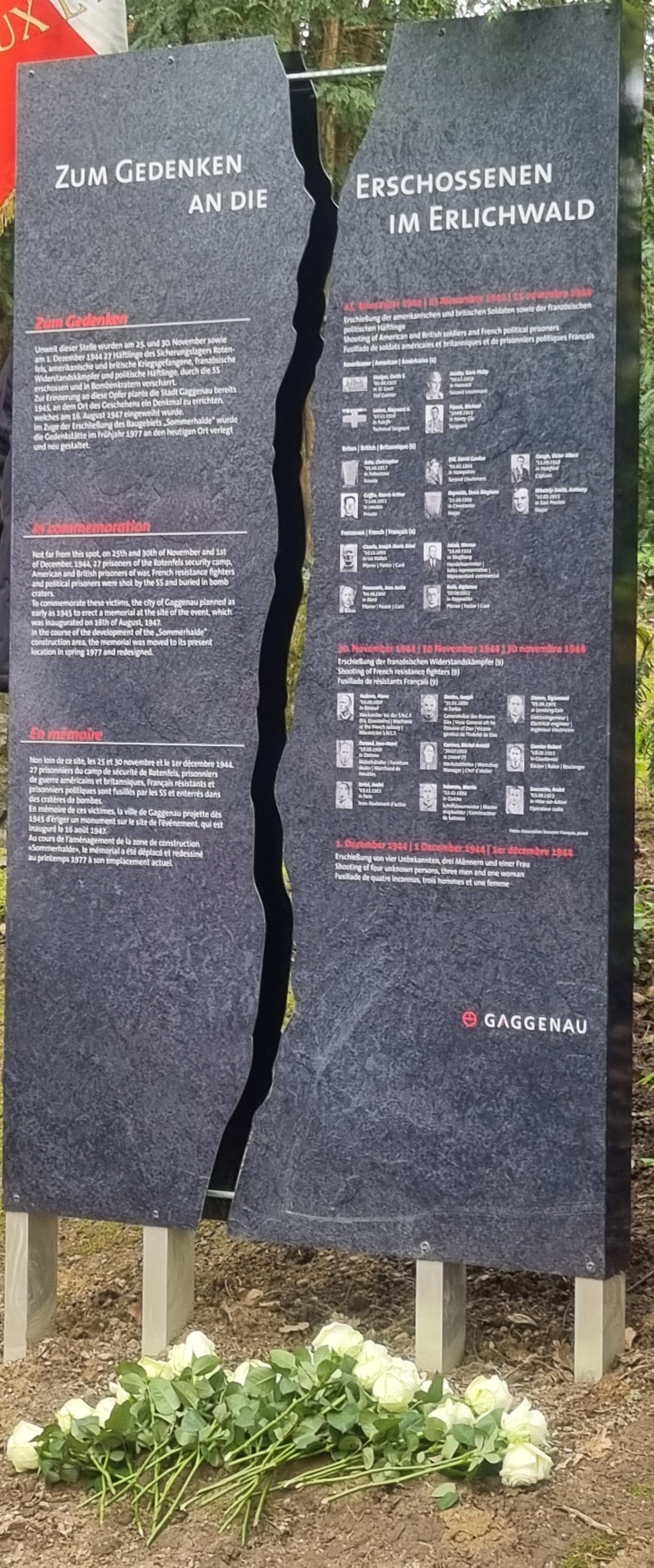
Stèle inaugurée le 30/04/2023 à Gaggenau.

- À Gaggenau, son nom et sa photos figurent sur la stèle commémorative inaugurée, le 30 avril 2023, par la municipalité.